# گمینا وابووا
گمینا وابووا (به لهستانی:  Gmina Łabowa) یک گمینا در لهستان است که در شهرستان نوو سانچ واقع شده‌است. گمینا وابووا ۱۱۹٫۱۲ کیلومتر مربع مساحت و ۵٬۱۷۲ نفر جمعیت دارد.